# Zygaena angelicae
Zygaena angelicae is een vlinder uit de familie bloeddrupjes (Zygaenidae). De wetenschappelijke naam is voor het eerst geldig gepubliceerd in 1808 door Ochsenheimer.
De soort komt voor in Europa.